# Нобл, Брайен Майкл
Брайан Майкл Нобл (англ. Brian Michael Noble; 11 апреля 1936, Ланкастер, Великобритания — 21 октября 2019) — католический прелат, епископ Шрусбери.

## Биография
Брайан Майкл Нобл родился 11 апреля 1936 года в городе Ланкастер, Великобритания. 11 июня 1960 года был рукоположён в священники, после чего служил викарием в различных приходах епархии Ланкастера. C 1973 по 1980 год служил капелланом в Университете Ланкастера.
23 июня 1995 года Римский папа Павел VI назначил Брайана Майкла Нобла ординарием епархии Шрусбери. 30 августа 1995 года Брайан Майкл Нобл был рукоположён в епископы.
1 октября 2010 года ушёл в отставку.